# ゲームシェアリング
ゲームシェアリング（Game Sharing）とは、携帯型ゲーム機の本体メモリに一時的にゲームを記録しておく機能のこと。複数のゲーム機でゲームソフトを共有して対戦プレイを行ったり、携帯型ゲーム機でプレイできる体験版やミニゲームを配信することができる。
この用語が使用されるようになったのはニンテンドーDS（DS）およびPlayStation Portable（PSP）以降だが、同様の機能を備えていたゲームボーイアドバンス（GBA）についても解説する。

## 概要
通常、携帯ゲーム機の多人数プレイには本体のほか、ソフトを記録したメディアも人数分必要となる。しかしゲームシェアリング機能のあるソフトは、1つのメディアがあれば他の本体にゲームを配信して多人数プレイが可能となる。
ただし、外部メディアと比較して本体メモリの容量が小さいため、ゲームシェアリングの場合は本来の人数分のメディアを用意した対戦に比べて機能が制限されることが多い。また大抵の場合、受信したゲームのデータは電源をオフにすると消えてしまう。
GBAでは、カートリッジの入ったGBAからカートリッジの入っていないGBAに通信ケーブルあるいはワイヤレスアダプタを使ってソフトを配信する対戦プレイのことを「1カートリッジプレイ（対戦）」と呼んでいた。DSやPSPでは、本体に内蔵されている無線LANを用いることでゲームシェアリングを実現している。DSでは、「DSダウンロードプレイ」という呼称も用いている。
また、ゲームシェアリング機能を利用して、体験版ソフトや小規模なゲームの配信を行っている例もある。GBAではニンテンドー ゲームキューブのソフトからGBAケーブルでダウンロードする「ジョイキャリー」という機能があり、「月刊任天堂店頭デモ」から配信されていたタイトルもあった。DSでは「DSステーション」、PSPにおいては「PlayStation Spot」がそれぞれ店頭などに設置されており体験版のソフトをダウンロードすることができる他、携帯用ゲームソフト自体に体験版配信機能を実装しているタイトルもある。

## 対応ソフト
一例を挙げる。

### ゲームボーイアドバンス
- スーパーマリオアドバンス
- マリオカートアドバンス
- ゲームキューブからのダウンロード
- どうぶつの森+、どうぶつの森e+
- NINTENDOパズルコレクション
- ロックマンX コマンドミッション
- F-ZERO
- ファミコンミニ

### ニンテンドーDS
- 大合奏!バンドブラザーズ
- だれでもアソビ大全
- ぷよぷよフィーバー、ぷよぷよフィーバー2
- えいご漬け
- テトリスDS
- マリオパーティDS
- マリオカートDS
- New スーパーマリオブラザーズ（ミニゲーム＆スターバトル）
- スーパーマリオ64DS（VSバトル）
- スライムもりもりドラゴンクエスト2 大戦車としっぽ団（コインバトル）
- ことばのパズルもじぴったんDS（一部の限られたステージで対戦）
- 脳を鍛える大人のDSトレーニング（対戦計算30,お手軽版配布）

### PlayStation Portable
- ナムコミュージアムVol.1、Vol.2
- ボンバーマン ぱにっくボンバー
- スターソルジャー
- 太鼓の達人 ぽ～たぶる、太鼓の達人 ぽ～たぶる2
- ぷよぷよフィーバー2
- ぷよぷよ7
- バーンアウト レジェンド
- ピポサルアカデミ～ア2（ミニゲーム一本のみ他のPSPに送信可能）
- ビューティフル ジョー バトルカーニバル
- ブレス オブ ファイアIII
- 流行り神 PORTABLE
- バウンティ・ハウンズ
- ソニーコンピュータサイエンス研究所 茂木健一郎博士監修 脳に快感 アハ体験!
- -どこでもいっしょ- レッツ学校
- ボンバーマンポータブル
- ポータブル・アイランド 手のひらのリゾート
- 鉄拳 DARK RESURRECTION
- ブロックス倶楽部ポータブル
- カプコン クラシックス コレクション
- プラネタリウムクリエイター 大平貴之監修 ホームスター ポータブル
- パワーストーン ポータブル
- 麻雀格闘倶楽部 全国対戦版
- メタルギアソリッド ポータブル・オプス
- 実況パワフルプロ野球ポータブル2
- スマッシュコートテニス3
- メタルギアソリッド ポータブル・オプス+
- バイトヘル2000
- 機動戦士ガンダム 戦場の絆ポータブル
- 戦場のヴァルキュリア2
- 煉獄弐